# Volkacher Salbuch

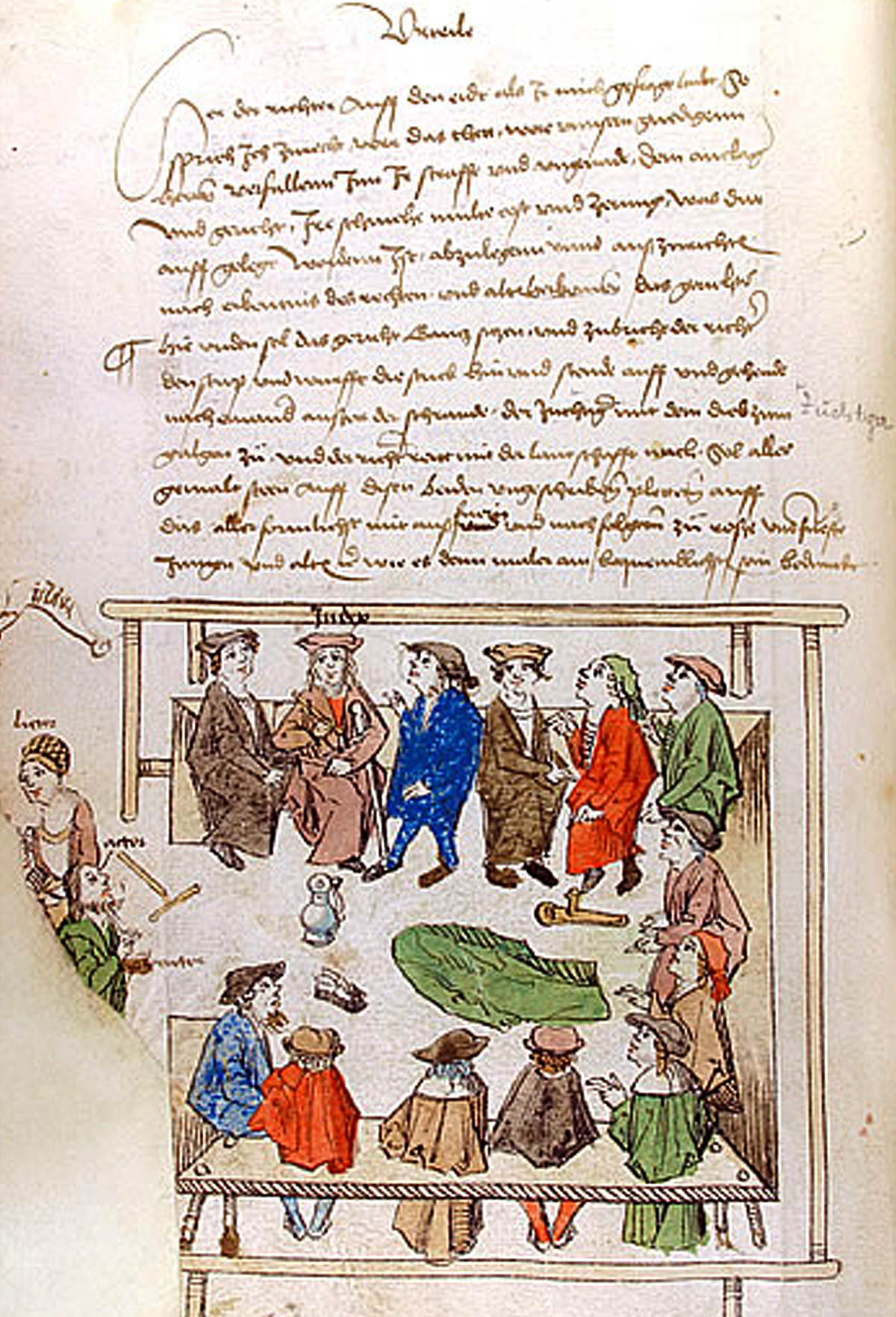
Folioblatt „Das Verhör“ (1504)

Das Volkacher „Salbuch“ („Gerichtsbuch“ oder „bebilderte Strafprozessordnung“) ist eine Rechtskodifizierung aus dem Jahr 1504, das die Stadtrechte des fränkischen Volkach in Unterfranken in seltener Detailtreue aufzeichnet und mit Miniaturen bebildert. Es wird heute im Museum Barockscheune Volkach ausgestellt und zählt zu den 100 Heimatschätzen Bayerns.

## Entstehung und Geschichte
Volkach in Franken, an der Mainschleife, stieg als bedeutendste Siedlung innerhalb der Grafschaft Castell vor 1258 zur Stadt auf. Nachdem sich im Verlauf des 14. Jahrhunderts mehrere Adelsgeschlechter um die Stadt bemühten, gelang es den Würzburger Fürstbischöfen im 15. Jahrhundert den Grafen zu Castell die Hälfte der Stadt streitig zu machen. Unter den Würzburger Diözesanen begann ein planvoller Aufstieg der Siedlung, dieser war mit der Verleihung mehrerer Rechte eng verbunden. 1404 wurden die Stadtrechte erstmals schriftlich fixiert, 1432 schied Volkach aus dem Sprengel des Zentgerichts Stadtschwarzach aus und erhielt ein eigenes Halsgericht. 1447 entstand eine Kirchenordnung, 1468 eine Schulmeisterordnung und 1484 wurde das Stadtrecht erneut niedergeschrieben. Inzwischen hatten die geistlichen Herren aus Würzburg die Grafen zu Castell aus der Stadt weitgehend verdrängt, 1520 wurden sie schließlich alleinige Stadtherren. In dieser Zeit des Umbruchs entstand das Volkacher Salbuch, das die gewachsenen Rechte der Stadt erstmals zusammentrug und schriftlich fixierte.

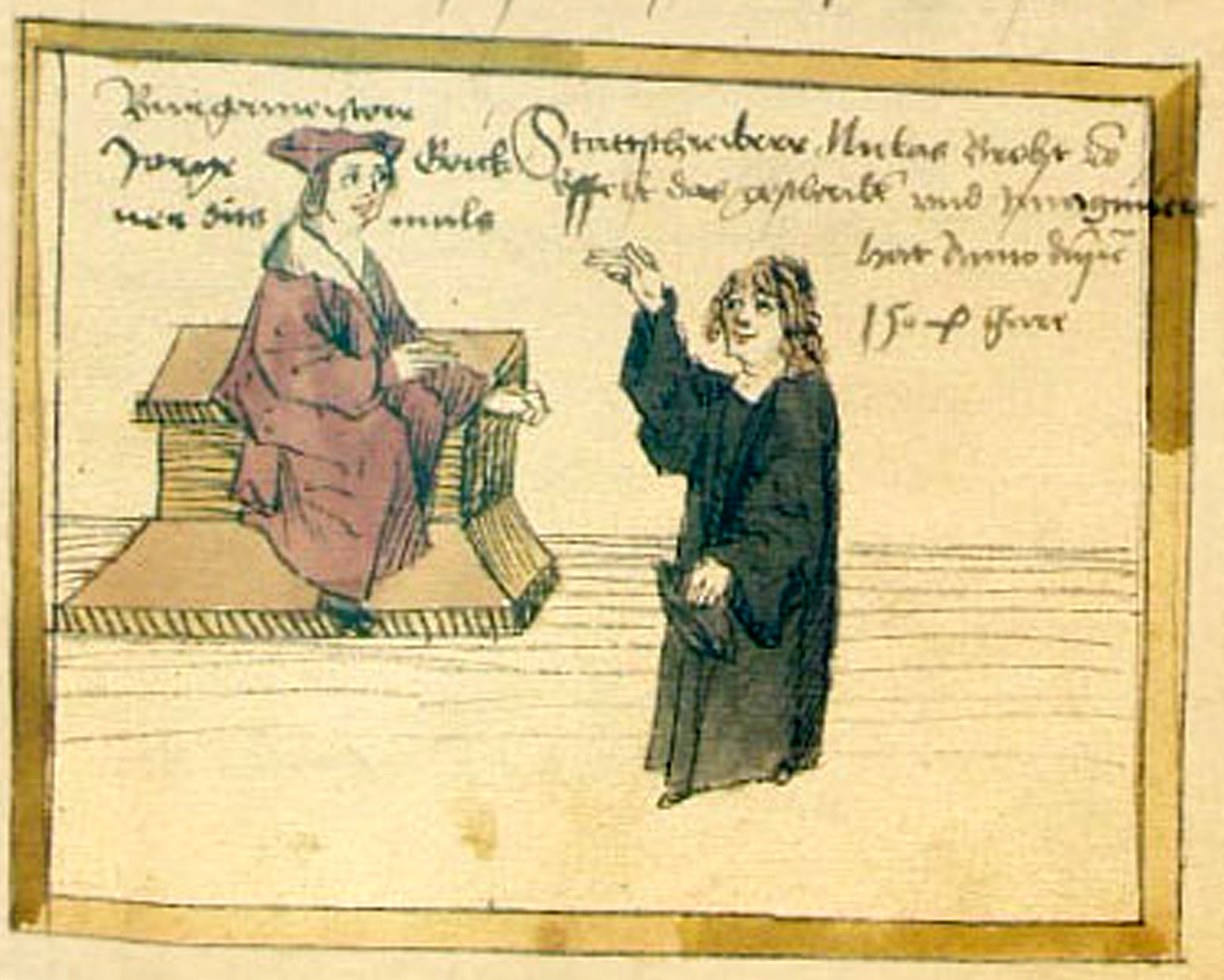
Eine Miniatur des Volkacher Salbuchs zeigt den Verfasser, Stadtschreiber Niklas Brobst von Effelt, 1504 beim Ablegen seines Amtseides vor dem Magister Civium.

So zeugt das Volkacher Salbuch, dessen Hauptteil auf die Zeit um 1504 zurückgeht, auch vom Selbstbewusstsein der Volkacher Verwaltungselite mit den beiden Bürgermeistern an der Spitze. Niklas Brobst von Effelt, der damalige Stadtschreiber von Volkach, wollte sich zunächst selbst einen Überblick über die Rechtsordnungen in der Stadt verschaffen und legte deshalb das Buch an. Dies erklärt die Aufteilung des Werkes in mehrere Abschnitte, darunter die Sammlung der Rechte, der Abdruck der Halsgerichtsordnung und weiteren historiografischen Ergänzungen. Parallel legte man seit 1499 ein Kopialbuch an. Insbesondere die unterhalb der Handzeichnungen angebrachten Anweisungen für den Zeichner, machen es wahrscheinlich, dass weitere Personen an der Anlage beteiligt waren, vielleicht auch Niklas’ Sohn Sebastian Brobst. Das Salbuch war wohl öffentlich bzw. halböffentlich im Rathaus der Stadt ausgelegt, um mit ihm schwelende Rechtsstreitigkeiten beilegen zu können.
Noch im 17. Jahrhundert hatte das alte Stadtbuch eine große rechtliche Bedeutung für das Gemeinwesen. Dies erklärt, warum es im Jahr 1666 neu gebunden wurde. Der Würzburger Archivar Andreas Sebastian von Stumpf war der erste, der sich im 18. Jahrhundert aus historischem Interesse mit dem Inhalt auseinandersetzte. Auf ihn ging auch die Bezeichnung „Salbuch“ zurück, die dem vielfältigen Inhalt des Werkes eigentlich nicht gerecht wird. Zu Beginn des 20. Jahrhunderts bemühten sich die Behörden des bayerischen Staates das wertvolle Buch aus dem Volkacher Stadtarchiv in eine höhergeordnete Erinnerungseinrichtung zu schaffen, scheiterten aber am Widerstand des Volkacher Bürgermeister Josef Wächter. Gleichzeitig begann die wissenschaftliche Erschließung der Inhalte durch den Münchner Archivar Otto Riedner.
In der Folge entstanden mehrere juristische, ethnologische und historiografische Monografien über die Archivalie. Dabei blieb die korrekte Benennung des Buches umstritten. Der traditionelle Name Salbuch steht dabei den Bezeichnungen Amtshandbuch und Stadtbuch gegenüber. Eine von der inhaltlichen Auseinandersetzung unabhängige Rezeption erlebten die Handzeichnungen. Sie wurden zur Bebilderung von Ausstellungen weit über den fränkischen Raum hinaus herangezogen und tauchen heute in Volkach und anderen fränkischen Städten auch in Form von Informationstafeln im öffentlichen Raum auf. Das Salbuch war 500 Jahre im Volkacher Stadtarchiv untergebracht. Mit der Eröffnung des Museums Barockscheune Volkach wurde es in einen klimatisierten Raum im Inneren des Museums verbracht. Das Haus der Bayerischen Geschichte veröffentlichte eine virtuelle Ausgabe des Salbuchs zum Durchblättern im Internet. Im Jahr 2018 wurde das Volkacher Salbuch durch das Bayerische Staatsministerium für Bildung und Kultus, Wissenschaft und Kunst und das Bayerische Staatsministerium der Finanzen, für Landesentwicklung und Heimat zu einem der 100 Heimatschätze Bayerns erklärt.

## Inhalt

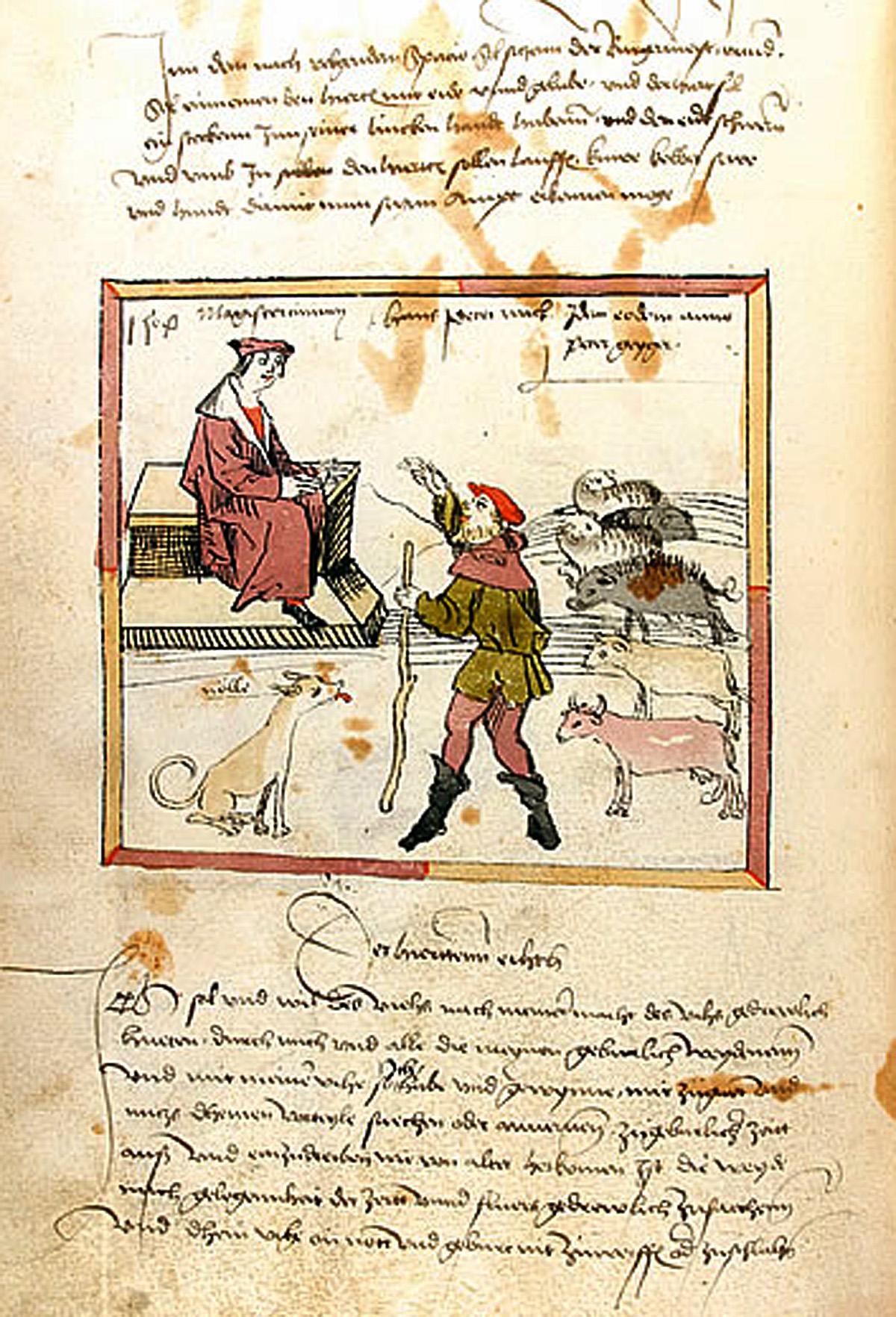
Folioblatt "Der Hirte beim Ablegen des Amtseids" (1504)

Verfasser und Zeichner des Folianten war der Stadtschreiber Niklas Brobst von Effelt, der sich in einem Selbstporträt im Talar auch selbst darstellt. Das Volkacher Salbuch ist ein mächtiger Foliant, etwa 20 mal 26 cm groß. Bei einer Dicke von 11 cm ist das Buch 1050 Seiten stark und wiegt 4,75 Kilogramm. Der Foliant ist mit 128 farbigen Miniaturen bebildert, um 1500 entstanden und beinhaltet im Kern das 1504 in Volkach gültige, fränkische Stadtrecht.
Das Salbuch enthält in der Hauptsache Rechtsaufzeichnungen des 15. Jahrhunderts, darunter die Verleihung des Blutgerichts 1432, die Schulmeister- und Gottesdienstordnung von 1468, die Stadtordnung 1484, eine Halsgerichtsordnung 1504, Vorschriften über Diensteide, Zölle, Marktrecht und mehr.
Letzteren sind mit 90 kolorierten Miniaturen die meisten der Illustrationen beigegeben. Im Abschnitt über die Halsgerichtsordnung stellen 24 Zeichnungen alle Stationen eines Prozesses bis zur Vollstreckung dar.
Es werden Menschen in unterschiedlichen Funktionen mit Kleidung und Habitus in der ihnen gemäßen Umgebung aus unterschiedlichen sozialen Schichten, hauptsächlich aus der Volkacher Führungsschicht. Männer und Frauen werden dargestellt.
Im Einzelnen werden folgende Bereiche der Stadt von 1504 dargestellt:
- Rat, Bürgermeister, Schöffen
- Städtische Ämter, Schulmeister, Ämter im Finanzbereich, Zöllner
- Städtische Knechte, Wächter, Büttel; vor der Stadt: Hirten, Flurschützen u. ä.
- Weinhandel, Schenken, Bordell
- Eicher, Messer, Jahrmärkte, Wochenmärkte und Kirchweih
- Geräte, Materialien, Lebensmittel, Tiere, Handwerk
- Steuer, Bürgerrechte, Wehrverfassung, Armenfürsorge
- Religion

Das Volkacher Salbuch Online gliedert wie folgt:
- Vor der Stadt
- In der Stadt
- Beim Bürgermeister
- Vor Gericht
- Auf dem Markt
- Bei der Arbeit
- Heilige

## Bedeutung
Im Volkacher Salbuch wird fränkisches Gemeinwesen des Spätmittelalter bzw. der frühesten Neuzeit in einmaliger Form in Wort und Bild dargestellt. Ein in den Zwängen des mittelalterlichen Ordnungssystems gefangenes, von zahlreichen Ämtern, sozialen Einrichtungen und ausgetüftelten Vorschriften geregeltes Gemeinwesen wird erkennbar. Das Salbuch erlaubt einen ungewöhnlich intensiven Einblick in das Alltagsleben. Besonders mit seinen 128 Miniaturen gewährt Niklas Brobst detailreiche Einblicke in das alltägliche Leben einer kleineren Reichsstadt im Spätmittelalter bzw. der Frühen Neuzeit. Als Sach- und Bildquelle ist das Volkacher Salbuch von überragender Bedeutung.